# Сайенек (озеро)
Сайенек — озеро біля міста Августів, підляського воєводства.
Відповідно до списку стоячих вод, розроблений Комісією місцевих і фізико-географічних об'єктів, озеро має назву Sajenek. В минулому також називалося Jeziorko.
Озеро Сайенек розташоване в 7,5 км від центру міста, в колишньому селі Сайенек, що було приєднане до Августова в 1973 році. Сайенек розташовано на Сувальщині, в межах Августівської рівнини (будучи частиною Балтійської гряди) на висоті 119,2 м над рівнем моря. Озеро оточено лісами пущі Августівської.
Коефіцієнт розвитку берегової лінії становить 1,2, і індекс розкриття 12. У 2000 році озеро мало 2 клас чистоти зараз же цей клас спадає.На озері заборонено плавати плаваючими агрегатами з використанням двигуна внутрішнього згоряння з 15 червня по 15 вересня кожного року.
Сайенек разом з озерами Сайно, Сайенко та річкою Рудавка заповнюють тунельну долину розширюючи широтність. Сайенек на південному заході з'єднується з озером Сайно, і на північному сході, через перешийок, з озером Саєнко (у XVIII столітті тут проходив тракт до Гродно).
У сфері риболовлі та рибальства, Сайенек управляється Місцевою групою рибальства «Pojezierze Suwalsko-Augustowskie».
Наприкінці XIX століття Сайенек став окремим водосховищем, коли колишня східна частина озера Сайно була відділена дамбою, піднятою для потреб Заніненьської залізниці, що будувалась. в 1911 році через дамбу було прокладено дорогу до Гродна. В даний час по трасі № 40 проходить залізнична колія та провінційна дорога № 664.